# LAギア
LAギア（エルエーギア LA Gear）は、アメリカ合衆国の靴のブランド名である。カリフォルニア州ロサンゼルスに本社を置くACIインターナショナルが所有している。

## 歴史
1979年、アメリカ合衆国ロサンゼルスで開業した。アディダスとの契約を終了したNBAプロ・バスケットボール選手のカリーム・アブドゥル＝ジャバーが契約。他のNBA選手、カール・マローンや アキーム・オラジュワンも追随し契約。1990年にはNFLのサンフランシスコ・フォーティナイナーズのクォーターバック、ジョー・モンタナもミズノとの契約終了後、1990年にLAギアと契約。NHLアイスホッケーのスター選手ウェイン・グレツキーがロサンゼルス・キングスで活躍中に契約。
その後、バスケットシューズやブレイクダンスなど、様々なスポーツシーンに影響を与え、1990年代にはマイケル・ジャクソンを起用したモデルも販売された。

## その他
1991年-1992年にかけて、ダイハツ工業とのコラボレーションにより、「シャレード L.A. GEAR」の名で特別仕様車を販売していた。